# 卡多峽 (阿肯色州)
卡多加普（英語：Caddo Gap）是位於美國阿肯色州蒙哥馬利縣的一個非建制地區。該地的面積和人口皆未知。

## 地理
卡多加普的座標為34°24′00″N 93°37′10″W / 34.40000°N 93.61944°W，而該地的平均海拔高度為191米（即627英尺）。